# Eugen Ekman
Eugen Georg Oskar Ekman (Vaasa, 27 ottobre 1937) è un ex ginnasta finlandese.
Ha vinto una medaglia d'oro olimpica nella ginnastica artistica alle Olimpiadi 1960 svoltesi a Roma, in particolare nella specialità cavallo.
Ha preso parte anche alle Olimpiadi 1964.
Nel 1959 a Copenaghen ha conquistato la medaglia di argento europea sempre nella specialità cavallo.